# Christian Kukuk
Christian Kukuk, född 4 mars 1990 i Warendorf, är en tysk ryttare.
Christian Kukuk ingick i det tyska hopplaget som vid EM 2021 tog silver. Han ingick även i laget vid OS 2024 som placerade sig på en femte plats. I finalhoppningen fick ekipaget ett nedslag. I den indviduella tävlingen var Kukuk den enda ryttaren som var felfri både i finalen och omhoppningen och vann OS-guld.